# 克劳卡拉

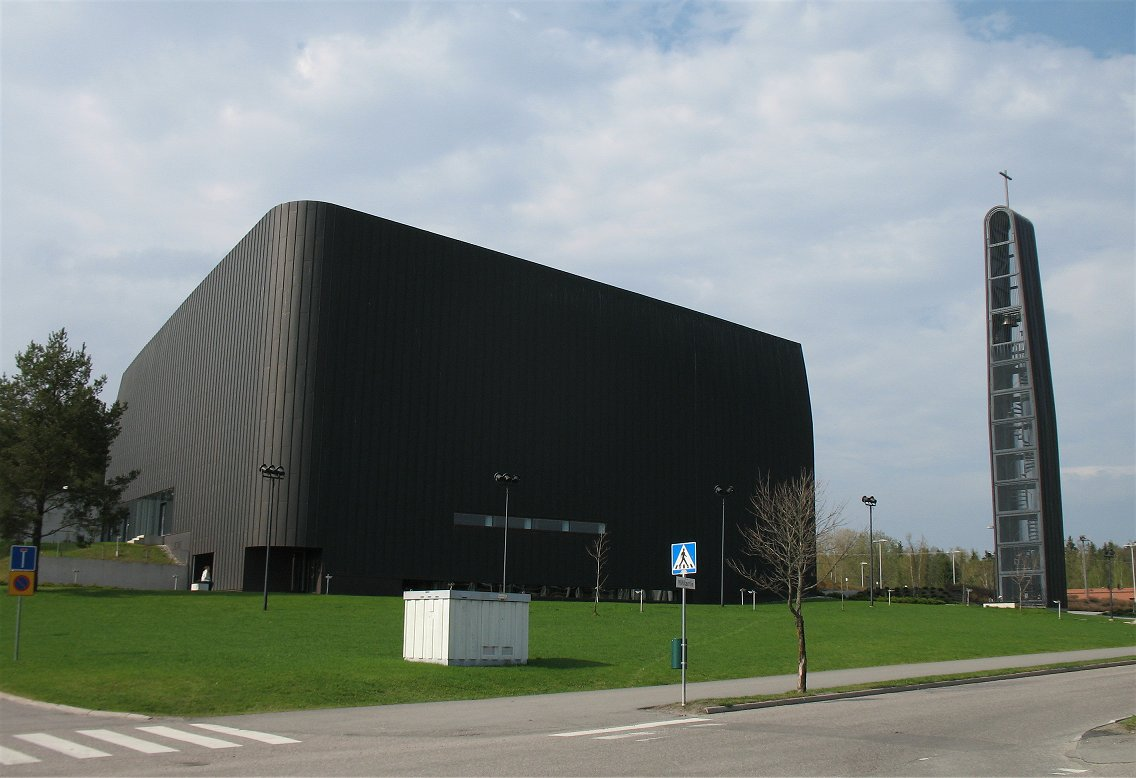
克劳卡拉教堂

克劳卡拉（芬蘭語：Klaukkala）是芬蘭新地區努爾米耶爾維市镇南部的一个村庄，为努爾米耶爾維村庄中的最大的一个。克劳卡拉的人口接近19,000。

## 外部連結
- 努爾米耶爾維市镇官方网站上的克劳卡拉（页面存档备份，存于） （文）